# Carlos Carrera
Pour les articles homonymes, voir Carrera.
Carlos Carrera est un réalisateur mexicain né le 18 août 1962  à Mexico.

## Filmographie
- 1988 : Malayerba nunca muerde
- 1988 : Un muy cortometraje
- 1990 : Amada
- 1991 : Infamia
- 1991 : La mujer de Benjamín (es)
- 1993 : La vida conyugal
- 1993 : Un vestidito blanco como la leche nido
- 1994 : El héroe
- 1994 : Sombras de la Malinche
- 1994 : Los mejores deseos
- 1994 : La paloma azul
- 1995 : Sin remitente
- 1998 : Un envoûtement (Un embrujo)
- 1999 : Brisa de Navidad
- 2002 : Le Crime du père Amaro
- 2004 : Cero y van 4
- 2004 : De raíz
- 2006 : Sexo, amor y otras perversiones
- 2009 : El Traspatio
- 2010 : De la infancia